# Малая Таборинка
Малая Таборинка — река в России, протекает по Свердловской области. Устье реки находится в 5,8 км по правому берегу реки Таборинка. Длина реки составляет 27 км.

## Данные водного реестра
По данным государственного водного реестра России относится к Иртышскому бассейновому округу, водохозяйственный участок реки — Тура от впадения реки Тагил и до устья, без рек Тагил, Ница и Пышма, речной подбассейн реки — Тобол. Речной бассейн реки — Иртыш.
Код объекта в государственном водном реестре — 14010502312111200006169.